# Зарицькі
Зарицькі (пол. Zarzyccy, Zaryccy) — український шляхетський рід.

## Походження
Надавніший відомий предок Зарицьких — Стефан Зарицький що воював під Віднем проти турків в 1683 році за що отримав шляхтество і герб Новина. Його прапраонук Іван Зарицький учасник Січневого повстання 1863-1864 рр. переселився в Галичину і став греко-католицьким священником в с. Мозолівка.
За заслуги перед Австро-Угорщиною Зарицькі отримали приставку «фон».

## Родина
- Стефан Зарицький (*? — †після 1683) — шляхтич, учасник Віденської битви
  - NN Зарицький
    - NN Зарицький
      - NN Зарицький
        - Іван Зарицький (*? — †?) — січневий повстанець, греко-католицький священник в с. Мозолівка ∞ Марія Чировська (*? — †?)
          - Мирон Іванович (*? — †?) — губернатор, намісник цісаря в Сараєво. Подав у відставку за кілька тижнів до початку I світової війни. Після смерті дружини проживав у своєї молодшої доньки у Львові
            - Ксенія Миронівна (*? — †?) ∞ NN Лагодинський (*? — †?)

          - Володимир Іванович (*? — †?) — суддя в Тернополі
          - Антін Іванович (*? — †?) — лікар, генерал австрійської армії, загинув у молодому віці.
          - Онуфрій Іванович (*бл. 1863 — † 16 грудня 1917) — греко-католицький священик ∞ Софія Слоневська (*? — †?)
            - Мирон-Миколай Онуфрійович (*21 травня 1889 — †19 серпня 1961) ∞ Володимира Зафійовська (*? — †?)
              - Катерина Миронівна (*3 листопада 1914 — †29 серпня 1986) ∞ Михайло Сорока (*27 березня 1911 — †16 червня 1971)

            - Родіон Онуфрійович (*? — †?)
            - Роман Онуфрійович (*? — †?)

          - Емілія Іванівна (*? — †?) ∞ Микола Якович (*? — †?) — парох с. Медин Збаразького повіту
          - Марія Іванівна (*? — †?) — наймолодша донька Івана Зарицького. Овдовівши проживала разом з братом Мироном у своєї племінниці Ксенії Лагодинської у Львові ∞ NN Височанський (*? — †?)
          - NN Зарицька (*? — †?)
          - NN Зарицька (*? — †?)
          - NN Зарицька (*? — †?)

## Інші відомі представники
- Доктор Зарицький Орест (1863—1930) — український лікар-офіцер флоту Австро-Угорщини, морський генеральний штабний лікар (контр-адмірал)
- Доктор Мирон Людомир Зарицький (1901—1989) — український медик, доктор медицини, громадський діяч, вояк Української Галицької армії